# Effectif des équipes à la Coupe du monde féminine de football 2011
La coupe du monde féminine de football 2011 ou coupe du monde féminine FIFA 2011 est une compétition internationale féminine de football se déroulant en Allemagne du 26 juin au 17 juillet 2011. Les 16 équipes nationales participant au tournoi doivent présenter une liste de 21 joueuses, dont trois gardiennes de but, 10 jours ouvrables avant le début de la compétition. Le remplacement de joueuses sérieusement blessées est autorisé jusqu'à la veille du premier match de Coupe du monde de la sélection.
Le 17 juin 2011, les listes définitives sont publiées.

## Groupe A

### Canada
La liste définitive est annoncée le 16 juin,.

### France
Le sélectionneur Bruno Bini dévoile le 6 juin la liste des 21 joueuses sélectionnées pour la coupe du monde 2011.

### Allemagne
Un groupe de départ de 26 joueuses est annoncé le 18 mars. Après que Dzsenifer Marozsán se soit blessée lors d'un entrainement de la sélection, Conny Pohlers est appelée. La liste est officiellement réduite à 21 joueuses le 27 mai 2011.

### Nigeria
La liste des 21 joueuses sélectionnées pour la coupe du monde 2011 est dévoilée le 14 juin.

## Groupe B

### Angleterre
La liste des 21 joueuses sélectionnées pour la coupe du monde 2011 est dévoilée le 10 juin.

### Japon
La liste des 21 joueuses sélectionnées pour la coupe du monde 2011 est dévoilée le 8 juin.

### Nouvelle-Zélande
La liste des 21 joueuses sélectionnées pour la coupe du monde 2011 est dévoilée le 8 juin.

## Groupe C

### Colombie
Le 29 mai 2011, Ricardo Rozo donne un groupe provisoire de 25 joueuses. La liste définitive est annoncée le 13 juin. Le 24 juin, la gardienne de but Paula Forero, blessée, est remplacée par Yineth Varón, bannie du Mondial quelques jours plus tard pour avoir été contrôlée positive.

### Suède
Le 30 mai 2011, Thomas Dennerby annonce un groupe de 21 joueuses.

### États-Unis
Pia Sundhage donne sa liste de 21 joueuses le 9 mai.
Lindsay Tarpley se blesse lors d'un match amical contre le Japon le 14 mai, et ratera la coupe du monde. Kelley O'Hara la remplace le 1er juin.

## Groupe D

### Brésil
La Fédération du Brésil de football (CBF) donne une équipe provisoire de 25 joueuses le 25 mai, réduite au groupe définitif de 21 joueuses le 10 juin

### Norvège
La sélection norvégienne est annoncée le 27 mai 2011. 19 joueuses sont données laissant deux places libres. Après les blessures de Lise Klaveness et de Lene Storløkken, Eli Landsem annonce son équipe définitive le 11 juin. Lisa Marie Woods est remplacée par Kristine Wigdahl Hegland après une blessure.